# Taougrat Oult Aïssa
Taougrat Oult Aïssa, née à une date inconnue, morte en 1930, est une chanteuse marocaine et amazighe de chants ahidous et une militante anticolonialiste, s’opposant  à la colonisation du Maroc par la France.

## Biographie
Aveugle, Taougrat Oult Aïssa est née au XIXe siècle, à une date non connue. Elle vit dans le village d’Arbala, dans le Moyen Atlas, au sein d’une tribu amazighe Aït Soukhmane, faisant partie à l’époque de la confédération des Aït Yafelman,
En 1912, le Maroc devient un protectorat français par le traité de Fès du 30 mars 1912 signé par le sultan Abdelhafid ben Hassan. Le général Lyautey est nommé le 27 avril 1912 Résident général de France au Maroc. Le sultan abdique finalement le 13 août 1912 devant les forces coloniales françaises. Mais une grande partie du territoire du Maroc échappe à leur contrôle. Pour étendre le pouvoir de la France sur l'ensemble du territoire, cette puissance coloniale adopte la stratégie de la «tache d'huile» en attaquant une région à la fois et en isolant les tribus conquises des tribus rebelles. Cette stratégie permet à la France d'étendre son pouvoir sur l'ensemble du territoire. Les poèmes de Taougrat Oult Aïssa qui nous sont parvenus ont été écrits pendant la période de 1920 à 1930, durant laquelle sa tribu est attaquée par les forces françaises. Mais, face à la défaite des siens, elle exprime son amertume et sa tristesse, elle doit quitter son village pour se réfugier à Tounfite,.
Elle meurt en 1930, deux ans avant la bataille de Tazizaoute.
Ses chants et poèmes sont recueillis par un officier et historien français, François Reyniers. Celui-ci, envoyé au Maroc durant l’entre-deux-guerres, participe aux opérations de Taza et du Tafilalt, mais s’intéresse aussi à la culture et à la langue berbères; . Il rejoint pendant la Seconde Guerre mondiale les Forces françaises libres,.